# Patricia Varvari
Patricia Varvari (Roma, 6 marzo 1998) è un'attrice italiana.

## Biografia
Patricia esordisce all'età di 8 anni nel 2007 in Distretto di polizia interpretando il ruolo di Milena. Sempre nel 2007 interpreta il ruolo di Jenny Armati nella serie Crimini bianchi.
Nel 2008 interpreta il ruolo di Alina Bibescu nella 5ª stagione di R.I.S. - Delitti imperfetti, mentre l'anno seguente partecipa alla miniserie David Copperfield nella quale veste i panni della protagonista femminile da bambina.
Ha debuttato nel mondo del cinema con il film Vacanze di Natale a Cortina (2011) di Neri Parenti nel quale ha interpretato la parte di Cristiana Covelli. 
Ha studiato recitazione presso l'Accademia Artisti.

## Filmografia

### Cinema
- Vacanze di Natale a Cortina, regia di Neri Parenti (2011)

### Televisione
- Distretto di polizia 7 (2007)
- Crimini bianchi (2007)
- R.I.S. - Delitti imperfetti, 5ª stagione (2008)
- David Copperfield (2009)